# Thế giới bí mật của Arrietty
Thế giới bí mật của Arrietty (Nhật: 借りぐらしのアリエッティ Hepburn: Karigurashi no Arrietty) là một phim anime kỳ ảo công chiếu năm 2010 do Yonebayashi Hiromasa đạo diễn với cốt truyện viết bởi Miyazaki Hayao và Niwa Keiko và hãng Studio Ghibli thực hiện dựa trên cuốn tiểu thuyết The Borrowers của Mary Norton. Bộ phim xoay quanh cô gái Arrietty một người tí hon sống bên dưới nền nhà, là bạn thân của Sho một cậu bé có vấn đề về tim mạch từ khi được sinh ra đang sống tại nhà của cô mình.
Bộ phim đã công chiếu tại Nhật Bản vào ngày 17 tháng 7 năm 2010 và trở thành phim có doanh thu phòng vé cao nhất Nhật Bản năm 2010. Doanh thu trên toàn thế giới của bộ phim là 145 triệu đô. Bộ phim đã thắng giải Phim hoạt hình của năm tại Lễ trao giải Viện Hàn lâm Nhật Bản lần thứ 34. Tại Việt Nam, bộ phim được chiếu trên SAM - BTV11 vào ngày 3 tháng 2 năm 2017.

## Tổng quan

### Sơ lược cốt truyện
Một cậu bé tên là Shō kể rằng cậu vẫn còn nhớ tuần lễ mùa hè cậu đến ở nhà thời thơ ấu của mẹ với người dì tuyệt vời của mẹ mình, Sadako, và người giúp việc nhà, Haru. Khi Shō đến nhà vào ngày đầu tiên, anh thấy một con mèo, Niya, đang cố tấn công thứ gì đó trong bụi rậm, nhưng nó bỏ cuộc sau khi bị con quạ tấn công. Shō thoáng thấy Arrietty, một cô gái vay mượn trẻ tuổi, trở về nhà qua một lỗ thông hơi dưới lòng đất.
Vào ban đêm, cha của Arrietty, Pod, cho cô làm nhiệm vụ "vay mượn" đầu tiên của cô, để lấy đường và giấy lụa. Sau khi có được một khối đường từ nhà bếp, họ đi trong một bức tường rỗng đến một phòng ngủ mà họ đi qua một ngôi nhà búp bê hấp dẫn với đèn điện và dụng cụ nhà bếp. Tuy nhiên, đó là phòng ngủ của Shō; Anh nằm thao thức và thấy Arrietty khi cô cố lấy khăn giấy từ cái bàn ngủ của anh. Giật mình, cô làm rơi viên đường. Shō cố gắng an ủi cô, nhưng Pod và Arrietty lặng lẽ rời đi và về nhà.
Ngày hôm sau, Shō đặt khối đường và một ghi chú nhỏ bên cạnh lỗ thông hơi nơi lần đầu tiên anh nhìn thấy Arrietty. Pod cảnh báo Arrietty không lấy nó vì sự tồn tại của chúng phải được giữ bí mật với con người. Tuy nhiên, cô lẻn ra ngoài thăm Shō trong phòng ngủ của anh. Cô làm rơi viên đường xuống sàn, cho anh biết rằng cô đang ở đó. Từ chối cho Sho nhìn mình, cô nói với Shō hãy để gia đình cô một mình và họ không cần sự giúp đỡ của anh. Khi trở về, Arrietty bị cha cô chặn lại. Nhận ra họ đã bị phát hiện, Pod và vợ Homily quyết định rằng họ phải chuyển đi. Shō biết được từ Sadako rằng một số tổ tiên của cậu ta đã nhận thấy sự hiện diện của những Người vay mượn trong nhà và đã làm một căn nhà búp bê được thiết kế riêng cho họ. Những Người vay mượn đã không Xuất hiện kể từ đó.
Pod trở lại bị thương từ một nhiệm vụ vay mượn và được Spiller, một cậu bé vay mượn mà ông gặp trên đường về nhà. Ông ta thông báo cho họ rằng có những nơi khác mà Người vay có thể chuyển đến. Trong khi Pod đang hồi phục, Shō lấy tấm ván sàn che giấu hộ gia đình Những người vay mượn và thay thế nhà bếp của họ bằng bếp từ nhà búp bê, để cho thấy anh ta hy vọng họ ở lại. Tuy nhiên, những Người vay mượn rất sợ hãi vì điều này và thay vào đó tăng tốc quá trình di chuyển của họ.
Sau khi Pod phục hồi, ông đi khám phá những khu nhà mới có thể. Arrietty đi chia tay Shō, nhưng trong quá trình trò chuyện, cậu gợi ý với cô rằng những Người vay mượn đang bị tuyệt chủng. Arrietty nói với cậu quyết liệt rằng họ sẽ không từ bỏ dễ dàng như vậy. Shō xin lỗi rằng anh ta đã buộc họ phải di chuyển ra ngoài và tiết lộ rằng anh ta bị bệnh tim từ khi sinh ra và sẽ phẫu thuật trong vài ngày nữa. Một việc mà không có lấy một cơ hội thành công. Cậu ta tin rằng không có gì cậu ta có thể làm cho mình, nói rằng cuối cùng mọi sinh vật đều chết.
Trong khi Sadako vắng mặt, Haru nhận thấy các tấm ván sàn đã bị xáo trộn. Bà khai quật ngôi nhà của những Người vay mượn và bắt giữ Homily. Được cảnh báo bởi tiếng la hét của mẹ, Arrietty bỏ Shō trong vườn và đi điều tra. Quá đau buồn trước sự ra đi của cô, Shō trở về phòng mình. Haru nhốt cậu ta vào trong phòng và gọi một công ty loại bỏ sâu bọ hại để bắt những người vay mượn khác còn sống. Arrietty đến gặp Shō để được giúp đỡ; họ giải cứu Homily và anh ta phá hủy mọi dấu vết của sự hiện diện của những người vay mượn.
Trên đường ra ngoài vào ban đêm, Người vay mượn bị chú mèo Niya phát hiện. Mất ngủ, Shō đi vào vườn đi dạo và con mèo dẫn anh đến "dòng sông", nơi những Người vay mượn đang chờ Spiller đưa họ đi xa hơn. Shō đưa cho Arrietty một viên đường và nói với cô rằng lòng dũng cảm của cô và cuộc chiến sinh tồn của người vay mượn đã khiến anh muốn sống qua căn bệnh. Arrietty đưa cho anh chiếc kẹp tóc của cô như một kỉ niệm của sự tưởng nhớ. Người vay mượn rời đi trong một ấm trà nổi với Spiller.
Phiên bản lồng tiếng quốc tế của Disney chứa một đoạn độc thoại cuối cùng, trong đó Shō tuyên bố rằng anh ta không bao giờ gặp lại Arrietty và trở về nhà một năm sau đó, cho thấy rằng ca phẫu thuật đã thành công. Anh rất vui khi nghe tin đồn về những đồ vật biến mất trong nhà của hàng xóm.

## Nhân vật
Arrietty (アリエッティ)
Lồng tiếng bởi: Shida Mirai
Sho (翔, しょう)
Lồng tiếng bởi: Kamiki Ryunosuke
Homily (ホミリー)
Lồng tiếng bởi: Ōtake Shinobu
Pod (ポッド)
Lồng tiếng bởi: Miura Tomokazu
Spiller (スピラー)
Lồng tiếng bởi: Fujiwara Tatsuya
Maki Sadako (牧 貞子, まき さだこ)
Lồng tiếng bởi: Takeshita Keiko
Haru (ハル)
Lồng tiếng bởi: Kiki Kirin

## Sản xuất
Ngày 16 tháng 12 năm 2009, Studio Ghibli đã công bố kế hoạch công chiếu Thế giới bí mật của Arrietty. Bộ phim dựa trên tiểu thuyết The Borrowers của Mary Norton. Tiểu thuyết này đã thắng Huân chương Văn học Carnegie năm 1953 sau đó được chuyển thể thành 3 bộ phim và các chương trình truyền hình. Takahata Isao và Miyazaki Hayao, những người sáng lập ra Studio Ghibli từng muốn làm thêm một chuyển thể phim hoạt hình của cuốn tiểu thuyết này và đã thực hiện được nó sau 40 năm lên kế hoạch.
Đạo diễn của bộ phim là Yonebayashi Hiromasa người từng tham gia dựng phim cho Sen và Chihiro ở thế giới thần bí và Lâu đài bay của pháp sư Howl. Ông cũng là trợ lý đạo diễn cho Huyền thoại đất liền và đại dương. Còn Miyazaki thì được giới thiệu như người lên kế hoạch sản xuất cho bộ phim.

## Phát hành
Thế giới bí mật của Arrietty công chiếu lần đầu tại Nhật Bản vào ngày 17 tháng 7 năm 2010, chính thức ra mắt sau buổi liên hoan trò chuyện của nhóm làm phim và Yonebayashi. Corbel đã trực tiếp biểu diễn bài hát chủ đề của bộ phim tại sự kiện này. Bộ phim đã chiếu trong 447 rạp chiếu phim trên khắp Nhật Bản trong tuần đầu công chiếu. Bộ phim sau đó đã được công chiếu tại nhiều nước khác nhau. Tại Bắc Mỹ, bộ phim đã chiếu trong 1.522 rạp so với 927 rạp của Gake no Ue no Ponyo và dành vị trí là bộ phim của Ghibli được chiếu rộng rãi nhất tại Bắc Mỹ.
Phiên bản DVD/BD đã được phát hành tại Nhật Bản vào ngày 17 tháng 7 năm 2010. Phiên bản DVD thì được phát hành thành 2 đĩa còn phiên bản BD chỉ có 1 đĩa. Universum-Films đã đăng ký bản quyền để phát hành tại Đức, Lucky Red đăng ký tại Ý, GMA Network đăng ký tại Philippines, Studio Canal đăng ký tại Vương quốc Anh còn Walt Disney thì đăng ký bản quyền phiên bản tiếng Anh của bộ phim để phát hành trên thị trường quốc tế.

## Truyền thông

### Âm nhạc
Phim có hai bài hát chủ đề là bài hát mở đầu Areta Niwa (荒れた庭) và bài hát kết thúc Arrietty's Song cả hai đều do Cécile Corbel trình bày, đĩa đơn chứa hai bài hát đã phát hành vào ngày 07 tháng 4 năm 2010. Album chứa các bài hát do các nhân vật trình bày cũng phát hành vào ngày 07 tháng 4 năm 2010. Album chứa các bản nhạc dùng trong phim đã phát hành vào ngày 14 tháng 7 năm 2010.
| Arrietty's Song  | Arrietty's Song                    | Arrietty's Song |
| STT              | Nhan đề                            | Thời lượng      |
| ---------------- | ---------------------------------- | --------------- |
| 1.               | "Arrietty's Song" (Bản tiếng Nhật) | 3:27            |
| 2.               | "Arrietty's Song" (Bản tiếng Anh)  | 3:27            |
| 3.               | "Areta Niwa (荒れた庭)"            | 4:11            |
| 4.               | "Arrietty's Song" (Karaoke)        | 3:27            |
| Tổng thời lượng: | Tổng thời lượng:                   | 14:32           |

| Kari-gurashi ～借りぐらし～ | Kari-gurashi ～借りぐらし～                     | Kari-gurashi ～借りぐらし～ |
| STT                         | Nhan đề                                         | Thời lượng                  |
| --------------------------- | ----------------------------------------------- | --------------------------- |
| 1.                          | "Mou Hitotsu no Sekai (もうひとつの世界)"       | 3:23                        |
| 2.                          | "Arrietty's Song" (Bản tiếng Anh)               | 3:29                        |
| 3.                          | "Shou no Uta (翔の歌)"                          | 3:14                        |
| 4.                          | "Shou no Kanashimi (翔の悲しみ)"                | 2:41                        |
| 5.                          | "Areta Niwa (荒れた庭)"                         | 4:11                        |
| 6.                          | "Kinjiareta Koi (禁じられた恋)"                 | 2:23                        |
| 7.                          | "Hajimete no "Kari" (はじめての"借り")"         | 2:23                        |
| 8.                          | "Yuka no Waga Ie (床下の我が家)"                | 2:26                        |
| 9.                          | "Haru no Tsuiseki (ハルの追跡)"                 | 2:05                        |
| 10.                         | "Ame (雨)"                                      | 1:07                        |
| 11.                         | "Spiller (スピラー)"                            | 2:41                        |
| 12.                         | "Doll House (ドールハウス)"                     | 2:58                        |
| 13.                         | "Asahi no Naka no Tabidachi (朝日の中の旅立ち)" | 3:03                        |
| 14.                         | "Arrietty's Song" (Bản tiếng Nhật)              | 3:27                        |
| Tổng thời lượng:            | Tổng thời lượng:                                | 37:31                       |

| Karigurashi no Arrietty Soundtrack (借りぐらしのアリエッティサウンドトラック) | Karigurashi no Arrietty Soundtrack (借りぐらしのアリエッティサウンドトラック) | Karigurashi no Arrietty Soundtrack (借りぐらしのアリエッティサウンドトラック) |
| STT                                                                           | Nhan đề                                                                       | Thời lượng                                                                    |
| ----------------------------------------------------------------------------- | ----------------------------------------------------------------------------- | ----------------------------------------------------------------------------- |
| 1.                                                                            | "Areta Niwa (荒れた庭)"                                                       | 4:12                                                                          |
| 2.                                                                            | "Yuka no Waga Ie (床下の我が家)"                                              | 3:29                                                                          |
| 3.                                                                            | "Yuka no Waga Ie (床下の我が家)" (Bản hòa tấu)                                | 2:28                                                                          |
| 4.                                                                            | "Doll House (ドールハウス)"                                                   | 2:59                                                                          |
| 5.                                                                            | "Sho no Kanashimi (翔の悲しみ)" (Bản hòa tấu)                                 | 2:47                                                                          |
| 6.                                                                            | "Arrietty's Song" (Bản hòa tấu)                                               | 3:31                                                                          |
| 7.                                                                            | "Areta Niwa (荒れた庭)" (Bản hòa tấu)                                         | 1:14                                                                          |
| 8.                                                                            | "Sho no Waltz (翔のワルツ)"                                                   | 2:44                                                                          |
| 9.                                                                            | "Spiller (スピラー)"                                                          | 2:01                                                                          |
| 10.                                                                           | "Ame (雨)"                                                                    | 1:08                                                                          |
| 11.                                                                           | "The Wild Waltz (ザ・ワイルド・ワルツ)"                                       | 3:03                                                                          |
| 12.                                                                           | "Sho no Kanashimi (翔の悲しみ)" (Bản hòa tấu)                                 | 3:13                                                                          |
| 13.                                                                           | "Fuan na Kimochi (不安な気持ち)"                                              | 3:13                                                                          |
| 14.                                                                           | "Anata to Tomo ni (あなたと共に)"                                             | 2:38                                                                          |
| 15.                                                                           | "Seijaku no Yashiki (静寂の屋敷)"                                             | 1:28                                                                          |
| 16.                                                                           | "Sho no Uta (翔の歌)"                                                         | 3:17                                                                          |
| 17.                                                                           | "Taisetsu no Omoide (大切な思い出)"                                           | 2:02                                                                          |
| 18.                                                                           | "Goodbye My Friend (グッバイ・マイ・フレンド)" (Bản hòa tấu)                  | 2:50                                                                          |
| 19.                                                                           | "Anata o Keshite Wasurenai (あなたを決して忘れない)"                          | 2:21                                                                          |
| 20.                                                                           | "Arrietty's Song"                                                             | 3:31                                                                          |
| 21.                                                                           | "Boku no Namida (僕の涙)"                                                     | 2:36                                                                          |
| 22.                                                                           | "Goodbye My Friend (グッバイ・マイ・フレンド)"                                | 2:58                                                                          |
| Tổng thời lượng:                                                              | Tổng thời lượng:                                                              | 59:43                                                                         |

### Sách
Thế giới bí mật của Arrietty đã được chuyển thể thành phim in trên sách. Tokuma Shoten Publishing đã phát hành bộ sách hình này thành 4 tập từ ngày 07 tháng 8 đến ngày 25 tháng 9 năm 2010. Viz Media đã đăng ký bản quyền phiên bản tiếng Anh của bộ sách này để phát hành tại thị trường Bắc Mỹ.

## Đón nhận

### Giải thưởng
Bộ phim đã thắng giải Phim hoạt hình của năm tại Lễ trao giải Viện Hàn lâm Nhật Bản lần thứ 34.

### Doanh thu
Hơn 1 triệu người tại Nhật Bản đã xem Thế giới bí mật của Arrietty trong tuần đầu công chiếu. Theo báo cáo của TOHO đến ngày 05 tháng 8 năm 2010 thì bộ phim đã thu về 3,5 tỷ ¥ với khoảng 3,7 triệu người xem. Và theo Hiệp hội sản xuất Phim ảnh Nhật Bản thì bộ phim có doanh thu 9,25 tỷ ¥ (110.013.058 $) khi kết thúc năm 2010. Phim anime này có doanh thu phòng vé tổng kết trên toàn thế giới là 145.570.827 $.
Việc chiếu trong 1.522 rạp chiếu phim đã làm bộ phim trở thành bộ phim của Ghibli được chiếu rộng rãi nhất tại Bắc Mỹ. Doanh thu phòng vé tại thị trường này vào khoảng 19 triệu $ và trở thành bộ phim có doanh thu đứng thứ 46 tại Bắc Mỹ tính tới ngày 08 tháng 6 năm 2012. Ba nước mà bộ phim có doanh thu cao khác là Pháp (7,01 triệu $), Hàn Quốc (6,86 triệu $) và Hồng Kông (1,75 triệu $).

### Đánh giá
Thế giới bí mật của Arrietty đã nhận được các đánh giá rất tích cực từ các nhà phê bình phim. Tại Rotten Tomatoes bộ phim nhận được số điểm đánh giá là 94% cho 116 bài đánh giá tính đến tháng 6 năm 2012, tỉ lệ yêu thích của bộ phim là 86% và đánh giá trung bình là 7,6/10. Còn tại Metacritic thì đánh giá trung bình trung bình là 80%.
Cristoph Mark của báo Yomiuri Shimbun đã khen bộ phim và nhận xét "giống như chủ đề luôn được yêu thích với trẻ em". Ông cũng thích các hiệu ứng được sử dụng trong bộ phim dưới con mắt của người tí hon như: các giọt nước lớn và đặc như xi rô, tiếng tích tắc của đồng hồ vang dội qua sàn và loa của rạp chiếu phim, những tờ giấy khổ lớn và mềm... các hiệu ứng này tác động vào cảm giác của người xem khiến họ có cảm giác như nhìn vào thế giới của chính mình nhưng với một góc nhìn khác. Mark Schilling tại tờ The Japan Times đã đánh giá bộ phim là 4 trên 5 sao và nói các phim hoạt hình của Studio Ghibli là bậc thầy về việc tạo chiều sâu mà không cần hiệu ứng 3D. Tuy nhiên cũng nói rằng một số cảnh trong phim "Chia ra một cách không hợp lý, giáo điều và khá buồn cười" nhưng may mắn là các cảnh đó xuất hiện khá ít.

Steve Rose của The Guardian đã đánh giá bộ phim là 4 trên 5 sao và khen "Một câu chuyện nhẹ nhàng, sâu lắng và phong phú hơn những tác phẩm có tính chất giải trí tức thì". Rose cũng gọi bộ phim là "một loại quả lâu năm trong thế giới phim hoạt hình", tuy nhiên cũng nói bộ phim không đạt được sự thành công như các bộ phim trước đó như Sen và Chihiro ở thế giới thần bí hay Công chúa Mononoke về tổng thể cũng như thu hút những người trưởng thành", dù vậy bộ phim mang nhiều dấu ấn của riêng mình. Deborah Young tại The Hollywood Reporter đã viết về bộ phim là "vẫn là một bộ phim cơ bản cho trẻ em" và đánh giá về mối quan hệ của Sho và Arrietty sau đó là "các ao ước nhẹ nhàng chạm vào trái tim" cũng như khen Yonebayashi trong việc đạo diễn của ông. Trong lời mở đầu bài đánh giá của David Gritten trên tờ The Daily Telegraph đã nói bộ phim "đẹp mê hồn với các màu sắc và họa tiết". Ông cũng khen hình ảnh của Karigurashi no Arrietty và nói rằng "không có phim hoạt hình tốt hơn Arrietty" và đánh giá bộ phim là 4 sao trên 5. Don Groves trên kênh SBS đã đánh giá bộ phim theo nhiều hướng khác nhau và nói bộ phim "rất mỏng, tác phẩm khá nhỏ" (?). Groves cũng phê bình về cốt truyện của bộ phim là "nhẹ nhàng, không gây cười của một câu chuyện về tình bạn khác loài cũ mèm", tuy nhiên ông cũng khen việc lồng tiếng của bộ phim là "việc mà các chuyên gia có thể làm" và đánh giá bộ phim là 3.5 trên 5 sao.